# N. Zahles Skole
N. Zahles Skole i København blev grundlagt den 1. maj 1851 af Natalie Zahle (1827-1913) som pigeskole og består i dag af to private grundskoler: N. Zahles Gymnasieskole og Gymnasium samt N. Zahles Seminarieskole. De forskellige skoler har hver deres selvstændige lærerkollegium. Dronning Margrethe 2. blev student fra N. Zahles Gymnasium i 1959.
Skolerne har bl.a. til huse i en bygning tegnet af Frederik Bøttger 1877 og i den tilstødende bygning, tegnet af Valdemar Ingemann som hovedkvarter for Østifternes Kreditforening (Senere Forsikringsselskabet National) 1875.
Tidligere var N. Zahles Seminarium (lærerseminarium) en del af N. Zahles Skole, men seminariet blev fraspaltet institutionen i 2002 for at indgå i CVU.

## N. Zahles Gymnasieskole og Gymnasium
Gymnasieskolen har børnehaveklasse til 9. klasse (665 elever pr. 1. oktober 2015), samt et tilhørende gymnasium (313 elever pr. 1. oktober 2015).
I 1996 indgik Det Kongelige Teater en aftale med N. Zahles Gymnasieskole, om at varetage den kongelige balletskoles elevers boglige uddannelse fra 1. til 9. klasse. Undervisningen varetages af lærere fra N. Zahles Gymnasieskole, men undervisningen foregår i lokaler ved Det Kongelige Teater på Kgs. Nytorv. Oven i det, kan en balletskole elev efter at blive smidt ud af balletskolen efter 3. klasse komme automatisk ind på N. Zahles Gymnasieskole.

## N. Zahles Seminarieskole
Seminarieskolen har to spor fra børnehaveklasse til 10. klasse med 433 elever (pr. 1. oktober 2015). Denne grundskole startede som en øvelsesskole for de lærerstuderende ved Zahles Seminarium. Lærerkollegiet består i dag af uddannede lærere. Dog har skolen stadig et tæt samarbejde med seminariet i forbindelse med de lærerstuderendes praktikker.

## N. Zahles Seminarium
Lærerseminariet N. Zahles Seminarium blev oprettet af Natalie Zahle i 1851. Frem til 2002 var N. Zahles Seminarium en del af N. Zahles Skole, men blev her fraspaltet de øvrige skoler som en selvejende institution. Dette skete for at seminariet kunne blive en del af et CVU, nemlig CVU København & Nordsjælland.
I dag er N. Zahles Seminarium ikke længere en selvstændig uddannelsesinstitution, men en del af University College Capital, UCC.
Frem til 1995 delte seminariet bygninger med N. Zahles Gymnasieskole på Nørre Voldgade 5-7, men i 1995 flyttede seminariet rundt om hjørnet og ind i Linnesgade 2. Lokalerne blev indtil juli 2016 brugt til at uddanne lærere, men ved efterårssemesterets start i 2016 flyttede seminariet sammen med resten af UCC ind i et campus på Carlsberg-grunden i Valby.

## Alumner fra N. Zahles Skole
- Karen Ankersted, MF (1918) kvindesagsforkæmper
- Emilie Mundt, kunstmaler
- Eksdronning Anne-Marie af Grækenland
- Karen Bagge, forfatterinde, cand. phil.
- H.K.H Prinsesse Benedikte af Danmark
- Karen Berntsen, cand. psych
- Suste Bonnén, billedh. og fotograf
- Karen Nyrop Christensen, mag. art, romansk filologi
- Grith Dirkinck-Holmfeld, violinist
- Else-Merete Ross, MF og kvindesagsforkæmper. Gjorde i Folketinget en stor indsats for homoseksuelles ligestilling
- Jakob Ellemann-Jensen, cand. merc. jur., MF
- Helene Gjerris, operasanger
- Jette Ryde Gottlieb, cand. scient, forh. MF
- Jens Christian Grøndahl, forfatter
- Anna Hude, (DK's første kvindelige dr. phil.) historiker
- Rikke Hvilshøj, forh. minister og MF. Direktør
- Ellen Hørup (1871-1953), journalist, forfatter og idrætsudøver
- Emma Hørup (1836-1923), viceskoleinspektør ved De forenede Kirkeskoler og journalist
- Lis Jacobsen, mag.art. nordisk filologi (1900)
- Ingrid Jespersen, Skolestifterske (1865)
- Marie Jørgensen, Skolestifterske
- Marie Krogh, dr. med, forsker
- Theodora Lang, Skolestifterske
- Marie Kruse, Skolestifterske
- Agnete Lausten, cand jur. forh. minister og MF
- Bene Larsen, forfatter, journalist
- Gyrithe Lemche, forfatter, kvindesagsforkæmper
- Oluf Krieger von Lowzow, godsejer, hofjægermester, kammerherre
- Helga Lund, gymnasierektor ved Skt. Knuds Gymnasium
- H.M. Dronning Margrethe II af Danmark
- Elna Munch, MF (1918), kvindesagsforkæmper
- Gerda Mundt, cand. phil., MF
- Leise Mærsk-Mckinney Møller
- Kirsten Mærsk-McKinney Olufsen
- Ane Mærsk Mc-Kinney Uggla, erhvervsleder
- Eli Møller (1863-1941), læge
- Jokum Rohde, dramatiker, forfatter
- Else-Merete Ross, MF, lektor
- Jens Olaf Jersild, Journalist
- Helene Rump, skoleleder
- Helle Stangerup, forfatter
- Mette Thomsen, forfatter
- Merete Klenow With, forfatter, mag.art.
- Julie Zangenberg, skuespiller
- Mark Ørsten, forfatter
- Malou Aamund, fhv. MF
- Gustav Dyekjær Giese, skuespiller
- Oscar Dyekjær Giese, Skuespiller, manuskriptforfatter
- Henni Forchhammer, Kvinderetsforkæmper, medstifter af Danske Kvinders Nationalråd og Red Barnet